# Molada
Molada (grec antic: Μωλαδᾶ) fou una ciutat de Palestina, al territori de la tribu de Judà, propera a la frontera amb Edom. Flavius Josefus l'esmenta com a fortalesa d'Idumea a la que es va retirar Agripa, fill d'Aristòbul i gendre d'Herodes el Gran, després del seu retorn de Roma, i on va meditar el suïcidi.